# João Mário
João Mário Navale Eduardo da Costa (n. 19 ianuarie 1993, Porto, Portugalia) este un fotbalist portughez și angolez, care joacă pe post de mijlocaș la Beșiktaș în Süper Lig, împrumutat de la S.L. Benfica. Pe plan internațional, are prezențe la națională pentru Portugalia U16⁠(d), Portugalia U17⁠(d), Portugalia U18⁠(d), Portugalia U19⁠(d), Portugalia U20⁠(d), Portugalia U21⁠(d) și Portugalia. Fratele său, Wilson Eduardo este, de asemenea, fotbalist.

## Cluburi
| Club                         | Tara       | An        |
| ---------------------------- | ---------- | --------- |
| Sporting Lisabona            | Portugalia | 2011-2016 |
| Sporting Lisabona B          | Portugalia | 2012-2013 |
| → Vitória Setúbal (imprumut) | Portugalia | 2014      |
| Inter Milano                 | Italia     | 2016-     |

## Palmares

### Campionatele naționale
| Titlu                  | Club              | Tara       | An   |
| ---------------------- | ----------------- | ---------- | ---- |
| Cupa Portugaliei       | Sporting Lisabona | Portugalia | 2015 |
| Super cupa Portugaliei | Sporting Lisabona | Portugalia | 2015 |

### Cupe internaționale
| Titlu | Selecție   | Tara   | An   |
| ----- | ---------- | ------ | ---- |
| Euro  | Portugalia | Franța | 2016 |